# 1808 na música

## Eventos
- Ludwig van Beethoven – Sinfonia No.5 em Dó menor Op. 67
- Ludwig van Beethoven – Sinfonia No.6 em Fá maior Op. 68 (Pastoral)
- Carl Maria von Weber – Momento Capriccioso
- Luigi Cherubini – Missa em Fá maior

## Nascimentos
| Data        | Nome                      | Profissão                     | Nacionalidade | Observações | Ref |
| ----------- | ------------------------- | ----------------------------- | ------------- | ----------- | --- |
| 24 de março | Maria Malibran            | cantora lírica (mezzosoprano) | França        | m. 1836     |     |
| 10 de abril | Auguste-Joseph Franchomme | violoncelista e compositor    | França        | m. 1884     |     |

## Mortes
| Data           | Nome           | Profissão  | Nacionalidade | Observações | Ref |
| -------------- | -------------- | ---------- | ------------- | ----------- | --- |
| 2 de fevereiro | Luciano Santos | compositor | Portugal      | n. 1734     |     |